# 1998 WY31
1998 WY31, também escrito como 1998 WY31, é um objeto transnetuniano (TNO) que está localizado no cinturão de Kuiper, uma região do Sistema Solar. Este corpo celeste é classificado como um cubewano. Ele possui uma magnitude absoluta (H) de 7 e, tem um diâmetro estimado com cerca de 175 km, por isso é pouco provável que possa ser classificado como um planeta anão, devido ao seu tamanho relativamente pequeno.

## Descoberta
1998 WY31 foi descoberto no dia 18 de novembro de 1998 pelo astrônomo Marc W. Buie.

## Órbita
A órbita de 1998 WY31 tem uma excentricidade de 0.120 e possui um semieixo maior de 45.499 UA. O seu periélio leva o mesmo a uma distância de 40.029 UA em relação ao Sol e seu afélio a 50.969.